# Jean-Louis Lucet
Pour les articles homonymes, voir Lucet.
Jean-Louis Lucet  est un diplomate français né en juillet 1933.

## Biographie
Ancien élève de l'École nationale d'administration (promotion Lazare-Carnot, 1959-1961), Jean-Louis Lucet est au cours de sa carrière ambassadeur de France au Sénégal, en Israël, en Italie, et auprès du Saint-Siège. Il est aujourd'hui vice-président du Secours catholique et de la Fondation Caritas France mais également membre du conseil d’administration de la Villa Medicis à Rome, de l'Académie de Saintonge et de l’Œuvre d’Orient à Jérusalem.
Il est le fils de Charles Lucet, ancien ambassadeur de France aux États-Unis, au Liban, en Italie et en Égypte. Marié à Jacotte Simon, il est ainsi gendre de Pierre-Henri Simon dont il sert l’œuvre à travers des expositions, colloques, conférences et présentations d’ouvrages.

## Distinction
- Grand croix de l'Ordre de Pie IX (8 janvier 1998[2])